# Железная колонна (Испания)
Железная колонна (исп. Columna de Hierro) — испанская анархистская военизированная колонна, сражавшаяся во время гражданской войны в Испании на стороне Второй Испанской Республики против франкистов.

## История
Колонна образована на заре Испанской революции 1936 года в Валенсии, её основателями стали анархисты Рафаэль Марти по прозвищу «Панчо Вилья», братья Хосе и Педро Пеллисер, Элиас Мансанера и Хосе Сегарра. Железная колонна участвовала в Теруэльской битве. Формально она выступала не столько за защиту Испанской Республики, сколько за защиту и расширение масштабов народной революции. В самом начале войны колонна отличилась тем, что освободила заключённых тюрьмы Сан-Мигель-де-лос-Рейес и сожгла все архивы. Тем не менее, Колонна вскоре обрела дурную славу, поскольку в её рядах было много личностей, примкнувших к анархистам из-за желания обычной наживы, а не из-за схожести убеждений.
Железная колонна была в конфликте с Национальной конфедерацией труда и не поддержала её вхождение в национальное правительство, в ответ на что НКТ отказалась вооружать Железную колонну и вынудила её заниматься конфискацией имущества и искать помощь у региональных комитетов. Также анархисты из этой колонны не раз вступали в перестрелки с коммунистами и штурмовыми отрядами. Она выступала против правительственного плана по преобразованию народной милиции в регулярную армию дольше какой-либо другой группы, объясняя это следующим образом на Конгрессе НКТ:

Есть товарищи, которые верят, что милитаризация решит все вопросы, а мы настаиваем, что она ничего не решит. Мы, выступающие против капралов, сержантов, офицеров, выпускников академий и всех, кто бесполезен в условиях войны, обладаем своей организацией и военную структуру не приемлем.

В марте 1937 года Железная колонна распалась: большая часть делегатов Колонны, выступавшая на Конгрессе НКТ, продолжила службу в армии и составила костяк 83-й смешанной бригады, а остальные отправились по другим бригадам (к примеру, в 82-ю и 84-ю).